# 格雷戈里兄弟
格雷戈里兄弟（The Gregory Brothers），是美国一个家族性樂團，创立于2007年，依所创作的歌曲定位为乡村流行、民俗摇滚乐团。其成员有麥可·格雷戈里（Michael Gregory，鼓手、歌唱）、安德魯·羅斯·格雷戈里（Andrew Rose Gregory，吉他、歌唱）、伊凡·格雷戈里（Evan Gregory，团长、歌唱）与莎拉·弗蘭·格雷戈里（Sarah Fullen Gregory，伊凡之妻，貝斯、歌唱）。他们主要创作网络混音的音MAD歌曲，尤其是新闻音MAD混音系列。